# جوني هرمان
جوني هرمان (بالإنجليزية: Johnny Hermann)‏ هو لاعب كرة قدم أمريكية أمريكي، ولد في 17 أكتوبر 1933 في سان فيرناندو في الولايات المتحدة.